# 雷布諾耶區

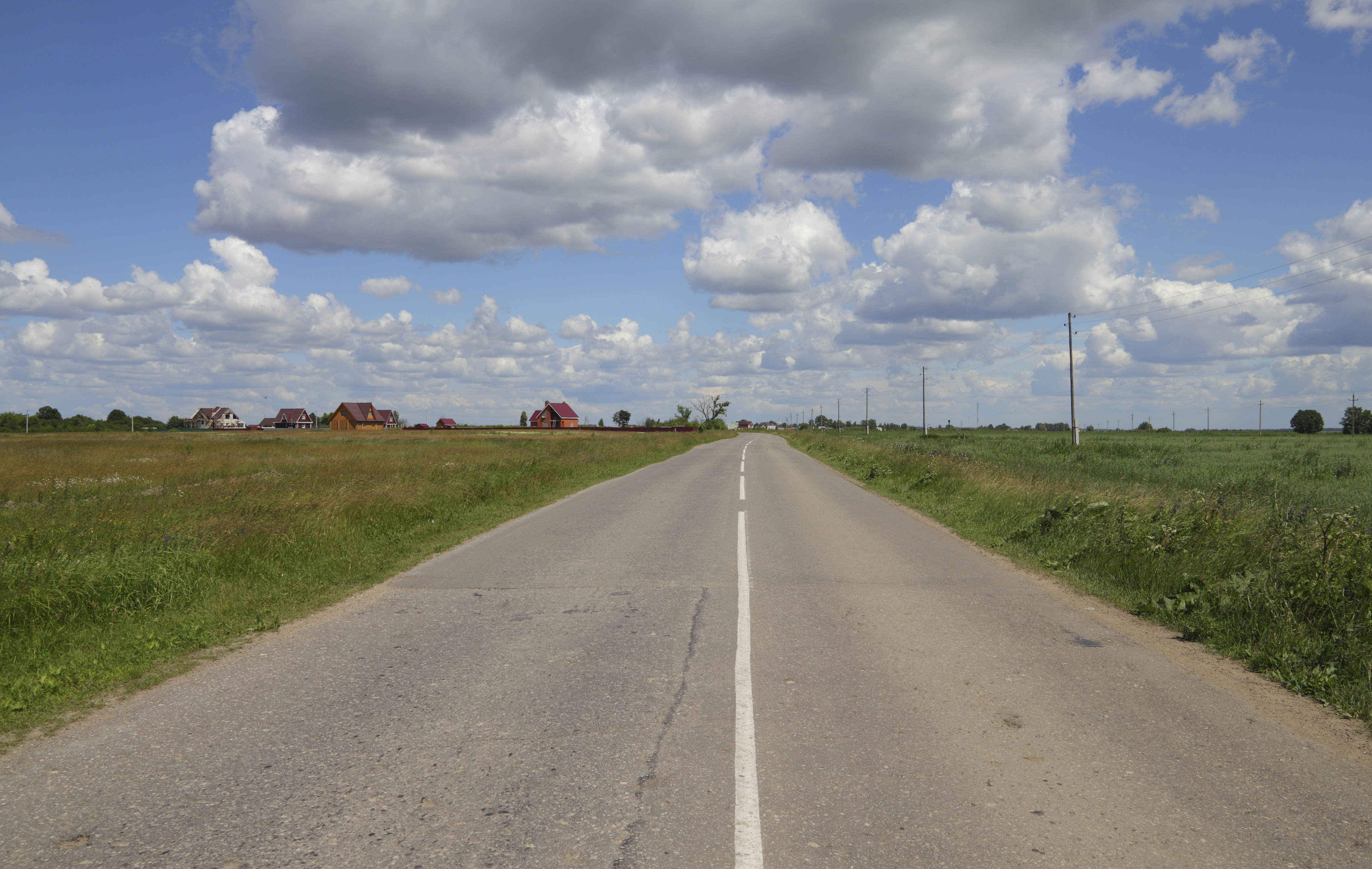

54°44′N 39°31′E / 54.733°N 39.517°E
雷布諾耶區（俄语：Рыбновский район），是俄羅斯的一個區，位於該國西部，由梁贊州負責管轄，面積1,407平方公里，2010年該區人口35,585，人口密度每平方公里25.29人。